# Дейности по наемане и предоставяне на работна сила
Дейностите по наемане и предоставяне на работна сила са отрасъл на икономиката, един от подотраслите на административните и спомагателни дейности в Статистическата класификация на икономическите дейности за Европейската общност.
Секторът обхваща посредничеството при наемане на работа, включително услуги по подбор на персонал, временното предоставяне на работна сила, както и услуги по дългосрочно предоставяне на работна сила, чието оперативно управление се извършва от клиента.